# Deutsche Gesellschaft für Neurogastroenterologie und Motilität
Die Deutsche Gesellschaft für Neurogastroenterologie und Motilität e. V. (DGNM) hat es sich zur Aufgabe gemacht, den Austausch wissenschaftlicher Ergebnisse auf dem Gebiet der gastrointestinalen Motilität und der Neurogastroenterologie durch die Organisation und Beteiligung an nationalen wissenschaftlichen Arbeitsgruppen und Symposien sowie internationalen Fachkonferenzen zu unterstützen. Die DGNM ist Mitglied der Arbeitsgemeinschaft der Wissenschaftlichen Medizinischen Fachgesellschaften (AWMF).

## Geschichte
1981 wurde die „Arbeitskreis gastrointestinale Motilität“ der DGVS von Martin Wienbeck gegründet. Der Gründungsimpuls ging aus vom 8. International Gastrointestinal Motility Meeting, das Wienbeck 1981 in Königstein/Taunus organisiert hatte.
Beide, Martin Wienbeck (später in Augsburg) und Gerhard Lux (später in Solingen), leiteten den Arbeitskreis bis 1988, gefolgt von Joachim F. Erckenbrecht (Düsseldorf) und Stefan Müller-Lissner (München, später Berlin). Nach einer Satzungsänderung 1993 folgten der rotierende Wechsel des Vorstandes und ein konstantes finanzielles Management durch Paul Enck (Düsseldorf, später Tübingen) als Sekretär. Wichtige Grundlage der Gesellschaft sind seitdem die regelmäßigen jährlichen wissenschaftlichen Arbeitstagungen, die zunächst ebenfalls rotierend, dann für viele Jahre in Tutzing, später in Hohenkammer und zurzeit abwechselnd in Freising und Berlin abgehalten werden.
Im Jahre 1999 wurde aus dem „Arbeitskreis für gastrointestinale Motilität“ zunächst der „Arbeitskreis für Neurogastroenterologie und Motilität“ und 2002 die „Deutsche Gesellschaft für Neurogastroenterologie und Motilität“, die heute etwa 290 Mitglieder hat, Kliniker wie Grundlagenwissenschaftler. Die DGNM stellt außerdem den Vorsitz der Arbeitsgemeinschaft Neurogastroenterologie und Motilität der Deutschen Gesellschaft für Gastroenterologie (DGVS).

## Leitlinienarbeit in der AWMF
Im Jahre 2013 trat die Deutsche Gesellschaft für Neurogastroenterologie und Motilität der Arbeitsgemeinschaft der Wissenschaftlichen Medizinischen Fachgesellschaften (AWMF) bei, die sich der Erarbeitung und Publikation wissenschaftlicher medizinischer Leitlinien widmet. Seitdem war die DGNM an den Leitlinien zur Chronischen Obstipation, zur Diagnostik und Therapie des Reizdarmsyndroms und der Diagnostik und Therapie der intestinalen Motilitätsstörung – alle drei 2021 veröffentlicht – beteiligt. Im Jahr 2022 erschien eine Aktualisierung der S2k-Leitlinie zur Chronischen Obstipation an der die DGNM gemeinsam mit der Deutschen
Gesellschaft für Gastroenterologie, Verdauungs- und Stoffwechselkrankheiten (DGVS) federführend beteiligt war. Darüber hinaus hat die DGNM an drei weiteren Leitlinien mitgearbeitet: der im Jahr 2021 erschienen S3-Leitlinie zur Divertikulitis und der S2k-Leitlinie Neurogene Darmfunktionstörung bei Querschnittslähmung, die im Jahr 2019 veröffentlicht wurde.

## Mitgliedschaft in der ESNM
Die Fachgesellschaft ist Mitglied der European Society for Neurogastroenterology and Motility.  Die ESNM ist eine Tochter der United European Gastroenterology, in der alle nationalen gastroenterologischen Fachgesellschaften zusammengeschlossen sind.

## Empfehlungen und Leitlinien
- Empfehlungen der Deutschen Gesellschaft für Neurogastroenterologie und Motilität e. V. zu Indikation und Durchführung von funktionsdiagnostischen Untersuchungen in der Gastroenterologie, Viszeralchirurgie und für Koloproktologie.
- S3-Leitlinie Definition, Pathophysiologie und Therapie des Reizdarmsyndroms (2021). Gemeinsame Leitlinie der DGVS und DGNM[6]
- S2k-Leitlinie Chronische Obstipation[7]
- Empfehlungen zur anorektalen Manometrie beim Erwachsenen, zur 24-Stunden-Ösophagus-pH-Metrie (2003), zur  Ösophagus-Szintigraphie (2002), zur Manometrie von Ösophagus und Anorektum (1999).

## Preise und Stipendien
Die Fachgesellschaft vergibt Reisestipendien, um Nachwuchswissenschaftlern aus der Grundlagenforschung und der klinischen Forschung den Besuch internationaler Kongresse zu ermöglichen. Ein von der DGVS vergebener Preis für Neurogastroenterologie wendet sich speziell an aktuelle oder zukünftige Mitglieder der DGNM. Der Preis ist mit 5.000 € dotiert und soll Wissenschaftler fördern, die in der Grundlagenforschung tätig sind – insbesondere solche, die sich erst seit Kurzem mit dem Fachgebiet der Neurogastroenterologie beschäftigen.